# Xã Live Oak, Quận Drew, Arkansas
Xã Live Oak (tiếng Anh: Live Oak Township) là một xã thuộc quận Drew, tiểu bang Arkansas, Hoa Kỳ. Năm 2010, dân số của xã này là 498 người.